# 江某畸節蜱
江某畸節蜱（学名：Abacarus eminens）为節蜱科畸節蜱屬下的一个种。